# Pinkpop 1990
Pinkpop 1990 werd gehouden op 4 juni 1990 in Landgraaf. Het was de 21e editie van het Nederlands muziekfestival Pinkpop en de derde in Landgraaf. Er waren circa 42.500 toeschouwers. 
Presentatie: Jan Douwe Kroeske

## Optredens
- The Mission
- Van Morrison & Band + gast Candy Dulfer
- Red Hot Chili Peppers
- Texas
- Melissa Etheridge
- Nick Cave and the Bad Seeds
- Urban Dance Squad
- The Neville Brothers
- Mano Negra
- The Black Crowes